# Thomas Arnold (Theologe)

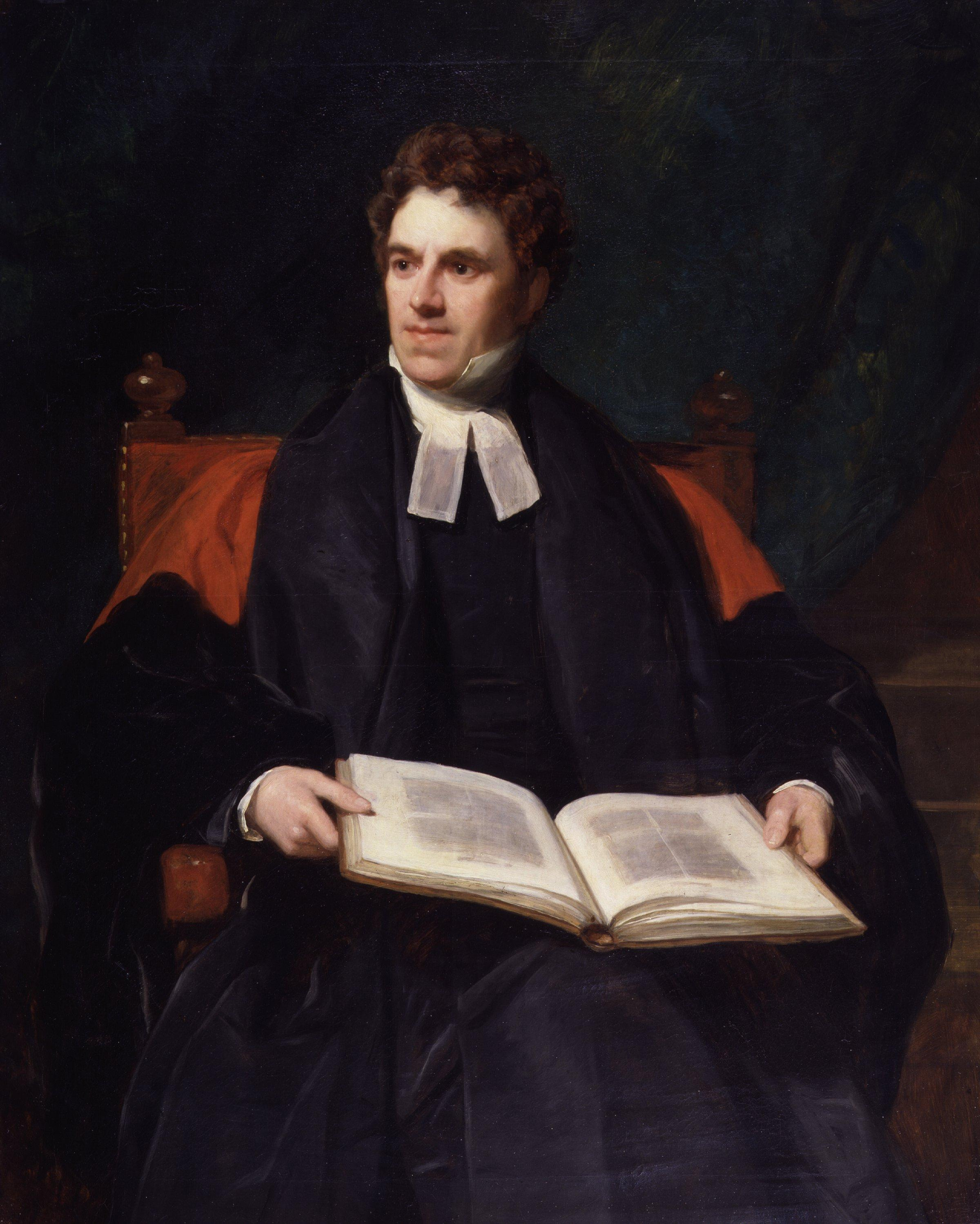
Thomas Arnold (1840)

Thomas Arnold (* 13. Juni 1795 in Cowes auf der Isle of Wight; † 12. Juni 1842 in Oxford) war ein englischer Theologe und Pädagoge, der eine für das kirchliche Leben und das Erziehungswesen in England in der ersten Hälfte des 19. Jahrhunderts zentrale Stellung einnahm.
Thomas wurde als Sohn eines Zolloffiziers auf der Isle of Wight geboren. Er besuchte die Winchester School und studierte am Corpus Christi College in Oxford Theologie (er erhielt kirchliche Weihen) und klassische Sprachen. 1815 wurde er Fellow des Oriel College in Oxford. Nach dem Studium war er ab 1819 zunächst als Tutor von Privatzöglingen in Laleham tätig, dann ab 1828 als Rektor der Rugby School in Rugby, das er in eine für das englische Erziehungswesen modellhafte Schule verwandelte. Ausflüge auf das Festland nährten in ihm den Sinn für deutsche Literatur, dem er auch als Bearbeiter und Übersetzer von Barthold Georg Niebuhrs Römischer Geschichte („History of Rome“, unvollendet, 1846–49, 3 Bde., und öfter) nachging. Er wurde einer der ältesten und klarsten Vertreter der breitkirchlichen Partei (Broad Church Party) innerhalb der anglikanischen Kirche und entschiedener Gegner des Puseyismus, der sich mehr im Ritus der katholischen Kirche näherte. 1833 erschien sein Buch Principles of Church Reform. 
1841 übernahm er die Regius Professorship of Modern History an der Universität Oxford, starb aber schon 12. Juni 1842 unerwartet an einem Herzanfall. Er liegt in der Kapelle der Rugby-Schule begraben.
International bekannt wurden Arnold und seine Erziehungsprinzipien mit dem Ideal des „christlichen Gentleman“ (wobei auch der Sport und Gemeinschaftsspiele nicht zu kurz kommen sollten) wenige Jahre später durch das Buch Tom Browns Schuljahre (Tom Brown´s Schooldays, 1857) von Thomas Hughes und dessen Verfilmungen im 20. und 21. Jahrhundert.
Arnold war mit Mary Penrose, Tochter des Pfarrers John Penrose in Penryn, Cornwall, verheiratet und hatte mit ihr drei Töchter und vier Söhne, darunter den Dichter Matthew Arnold. Arnold ist der Urgroßvater von Aldous und Julian Huxley. Arnold hatte einen kleinen Landsitz im Lake District bei Ambleside, wo er oft die Sommer verbrachte.

## Schriften
- The Christian Duty of Granting the Claims of the Roman Catholics, (Pamphlet) Rugby, 1828.
- Sermons Preached in the Chapel of Rugby School, London: Fellowes, 1850 (Original 1832).
- als Übersetzer: The History of the Peloponnesian War by Thucydides, 3 Bde., London: Fellowes, 1845.
- Principles of Church Reform, Oxford, Fellowes, 1833.
- (teilweise als Übersetzung von Niebuhr): History of Rome, London: Fellowes, 3 Bände, 1838–1843.
- History of the later Roman Commonwealth, 1845
- Sermons: Christian Life, its Hopes, Fears and Close, London: Fellowes, 1842.
- Sermons: Christian Life, its Course, London, Fellowes, 1844.
- The Interpretation of Scripture, London, Fellowes, 1845.
- Introductory Lectures on Modern History, London: Longmans, Green & Co, 1842.